# Maison témoin

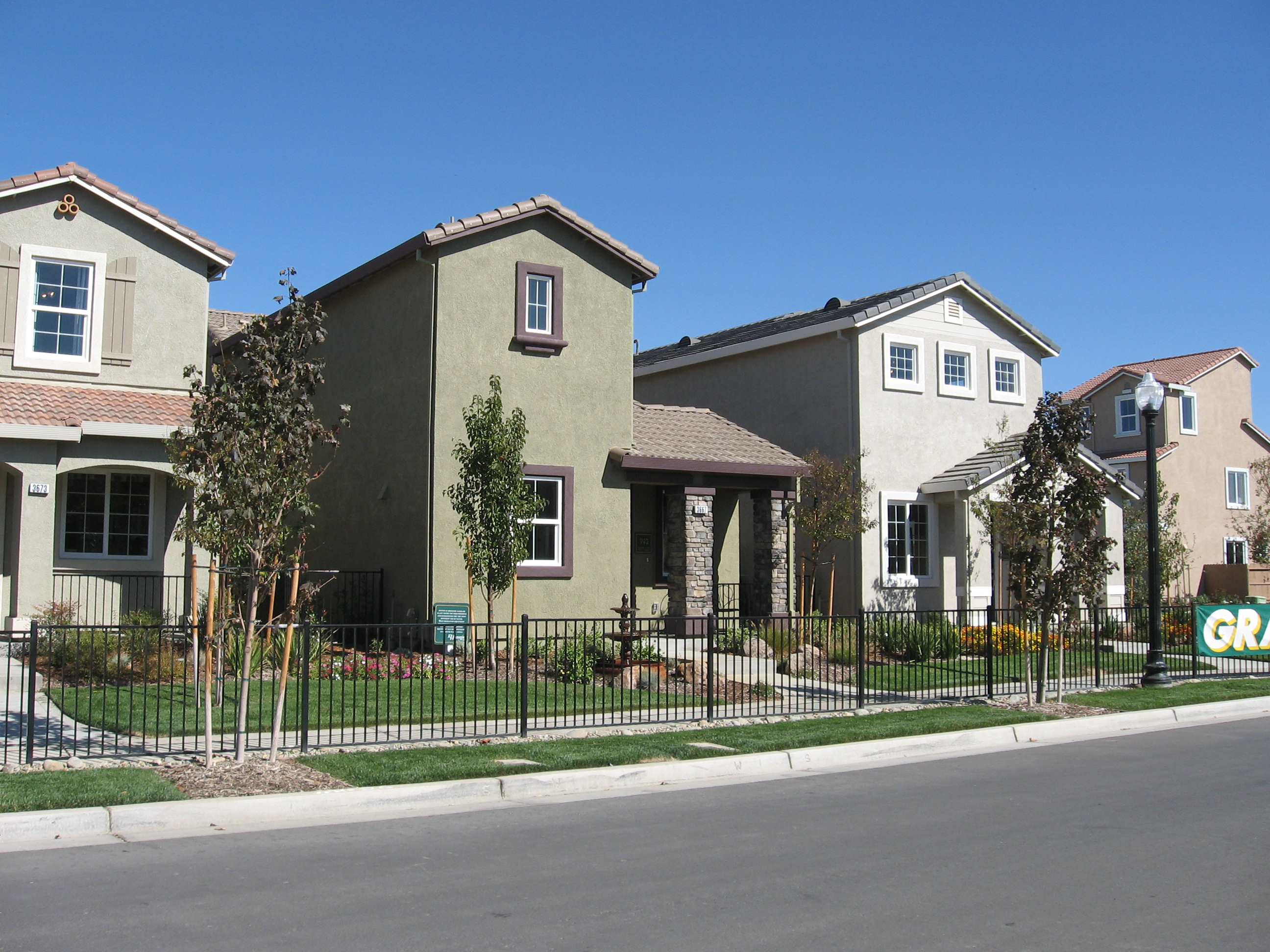
Maisons témoin à Sacramento en Californie.

L'expression maison témoin ou appartement témoin est utilisée dans deux domaines :
- dans le cas d'une construction ancienne, c'est la reconstitution à l'identique de ce qu'était le logement à l'époque ; cette maison ou cet appartement est le témoin de la façon dont on construisait à l'époque ainsi que de son aménagement intérieur (mobilier et objets du quotidien) ;
- dans le cas d'une construction en cours de réalisation, cette maison ou cet appartement, est utilisé par le constructeur pour faire la promotion de ce que pourrait être le logement, une fois construit.

L'expression maison témoin  concerne les lotissements, l'expression appartement témoin est relative aux immeubles d'habitation.

## Objet

### Construction ancienne

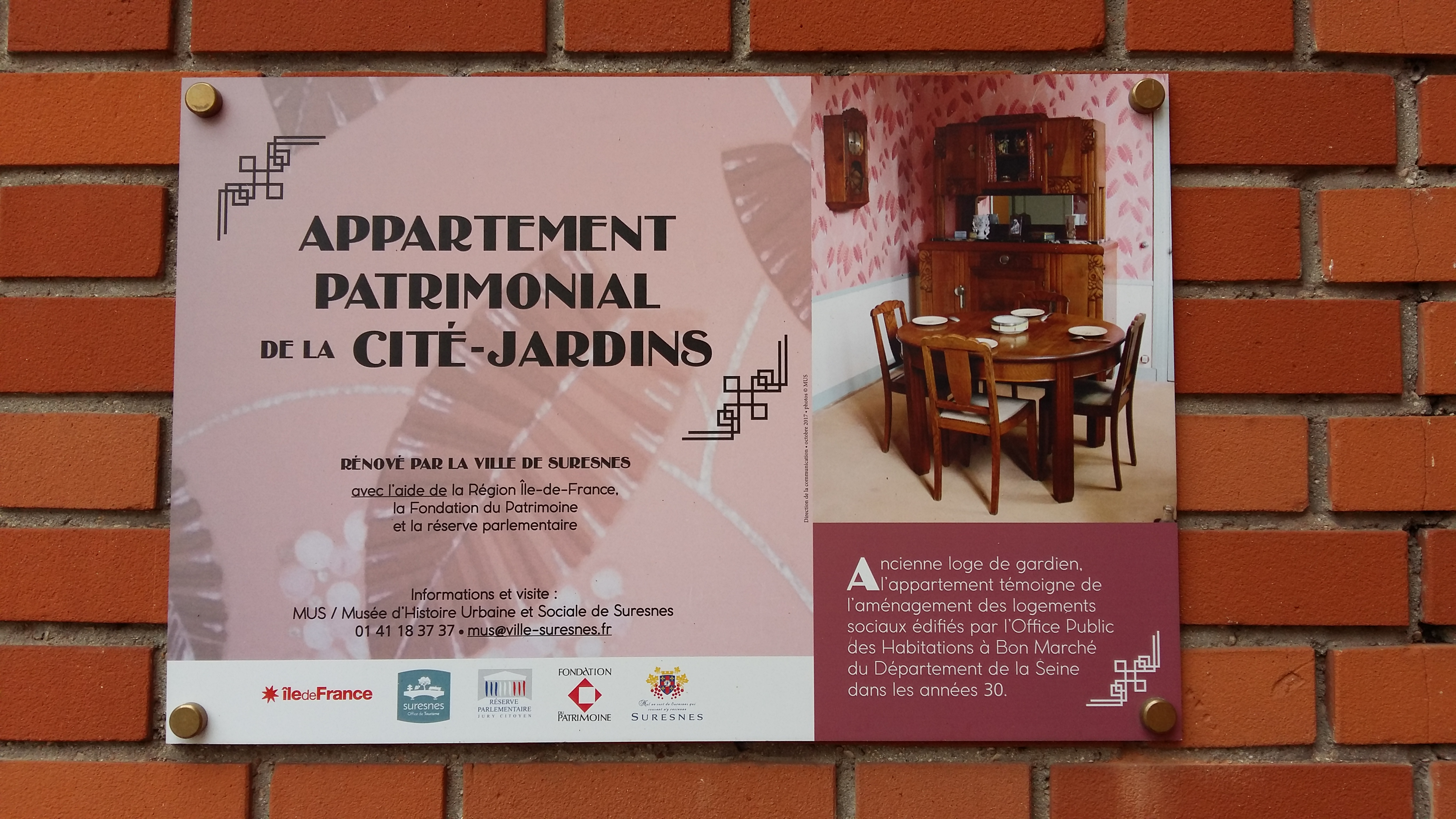
Plaque à l'entrée de l'appartement témoin de la cité-jardin de Suresnes.

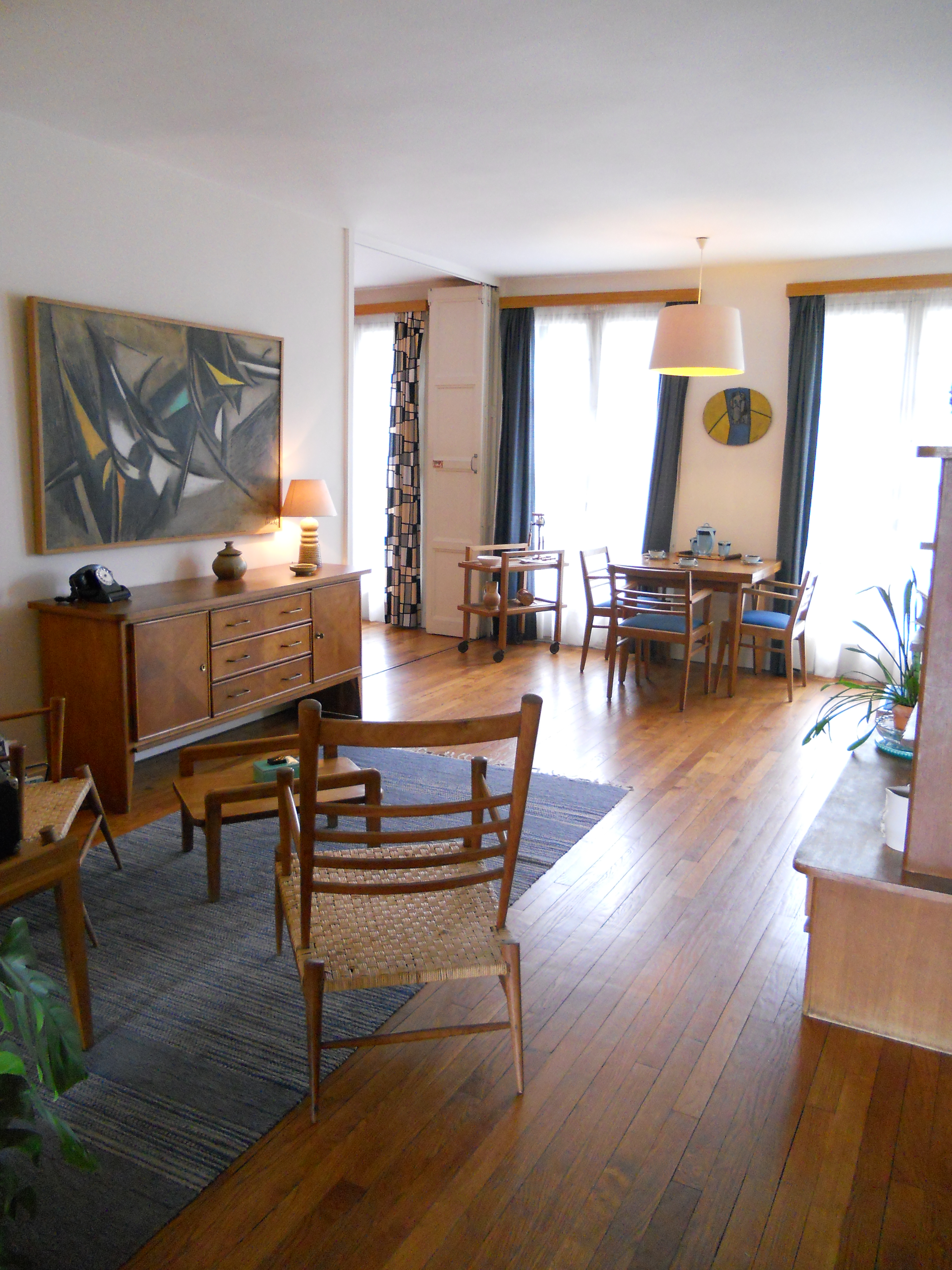
Salle de séjour de l'appartement témoin du Havre.

Une maison ou un appartement témoin reconstitue à l'identique de ce qu'était le logement à l'époque, dans des constructions ayant un intérêt historique.
Par exemple, l'appartement témoin Perret  témoigne de l’histoire et de l’agencement des appartements proposés dans le projet de reconstruction après la Seconde Guerre mondiale du Havre.
Autre exemple, l'appartement témoin de la cité-jardin de Suresnes est une ancienne loge de gardien. Il témoigne de l'aménagement des logements sociaux édifiés au sein de la plus grande cité-jardin d'Europe, construite à Suresnes dans les Hauts-de-Seine entre 1921 et 1939.

### Construction en cours de réalisation
Une maison témoin, (aussi appelée maison modèle ou maison d'exposition), ou un appartement témoin au sein d'un immeuble, est un terme qui désigne aussi une version présentable à un acheteur potentiel de maisons préfabriquées, ou de maisons dans un lotissement en cours de construction, ou d'appartement dans un immeuble qui vient d'être édifié. Les maisons  ou appartements témoins sont souvent construits de telle sorte qu'ils peuvent être vendus comme n'importe quel autre appartement ou maison et, à ce titre, ils sont souvent connectés à des câbles électriques et téléphoniques et disposent de systèmes d'alimentation en eau fonctionnels, comme les autres bâtiments du projet. Ils peuvent être équipés d'un ameublement, y compris les appareils électroménagers et la décoration intérieure, pour permettre aux acheteurs potentiels d'imaginer plus facilement à quoi ressemblera l'appartement ou la maison, tout en visualisant les espaces. Ils sont quelquefois équipés d'équipements spécifiques ou d'options domotiques permettant de faire la démonstration des atouts de telles options ou équipements,.